# شهر ساندرلند
سیتی آو ساندرلند (به انگلیسی: City of Sunderland) یک ناحیه و حکومت محلی در بریتانیا است که در تاین و ور واقع شده‌است.

## خصوصیات
ساندرلند ۲۷۵٬۳۰۰ نفر جمعیت دارد.